# Tom Ford
Thomas Carlyle "Tom" Ford, född 27 augusti 1961 i Austin i Texas, är en amerikansk modedesigner och filmregissör, manusförfattare och filmproducent.
Ford blev internationellt känd som en av världens mest inflytelserika modeskapare efter sin nyskapande kollektion för modehuset Gucci och senare för sitt eget klädmärke, Tom Ford.

## Biografi
Tom Ford föddes i Austin i Texas, men växte upp från elva års ålder i Santa Fe i New Mexico. Han är nu bosatt på en ranch Santa Fe, där det finns kulisser som använts vid flera inspelningar av gamla westernfilmer, till exempel 3:10 till Yuma. Ford har köpt rättigheterna för gas-, mineral- och oljeupptagning kring sin ranch, för att skydda området från gas- och oljeborrning. Han flyttade sedan till New York för att studera historia vid New York University. Han hoppade av studierna efter ett år då han blivit framgångsrik som reklamskådespelare. Han började istället studera inredning på Parsons The New School for Design. Samtidigt började han vara en del av nattklubbskulturen på Studio 54. Sitt sista år på skola studerade han även mode samt gjorde praktik i Paris. 
1990 började Ford arbeta på Gucci och blev 1992 design director. 1994 följde posten som creative director. Ford blev senare creative director på Yves Saint Laurent sedan Gucci köpt upp modehuset. 2004 lämnade Ford Gucci och lanserade sitt eget klädmärke, Tom Ford.

### Filmkarriär
År 2009 gjorde Ford debut som regissör med filmen En enda man (A Single Man), som är baserad på boken med samma namn av Christopher Isherwood. Filmen hade premiär 11 september 2009 på Filmfestivalen i Venedig, där den var nominerad till Guldlejonet för bästa film och där Colin Firth fick priset som bästa manliga skådespelare. Firth var även nominerad till en Oscar för bästa manliga huvudroll.
Filmen En enda man utspelar sig i Los Angeles 1962, mitt under Kubakrisen, och följer den brittiske collegeläraren George Falconer under en dag. Den homosexuelle Falconer kämpar med att finna meningen med livet efter att hans långvarige partner gått bort. I filmen används genomgående kostymer från Fords klädmärke Tom Ford Menswear.

## Filmografi
- 2009 – En enda man (manus, regi och produktion)
- 2016 – Nocturnal Animals (manus, regi och produktion)